# L'avventura viene dal mare
L'avventura viene dal mare (Frenchman's Creek) è un film del 1944 diretto da Mitchell Leisen.
Tratto da un romanzo di Daphne Du Maurier, è ambientato in Cornovaglia al tempo di Carlo II e racconta dell'amore tra un'aristocratica inglese e un pirata francese: i due personaggi sono interpretati da Joan Fontaine (che all'epoca era sotto contratto di David O. Selznick) e da Arturo de Córdova. La colonna sonora è firmata da Victor Young e incorpora il tema del Chiaro di luna di Claude Debussy.

## Riconoscimenti
- Premi Oscar 1945: Oscar alla migliore scenografia (colore)